# Roca viva

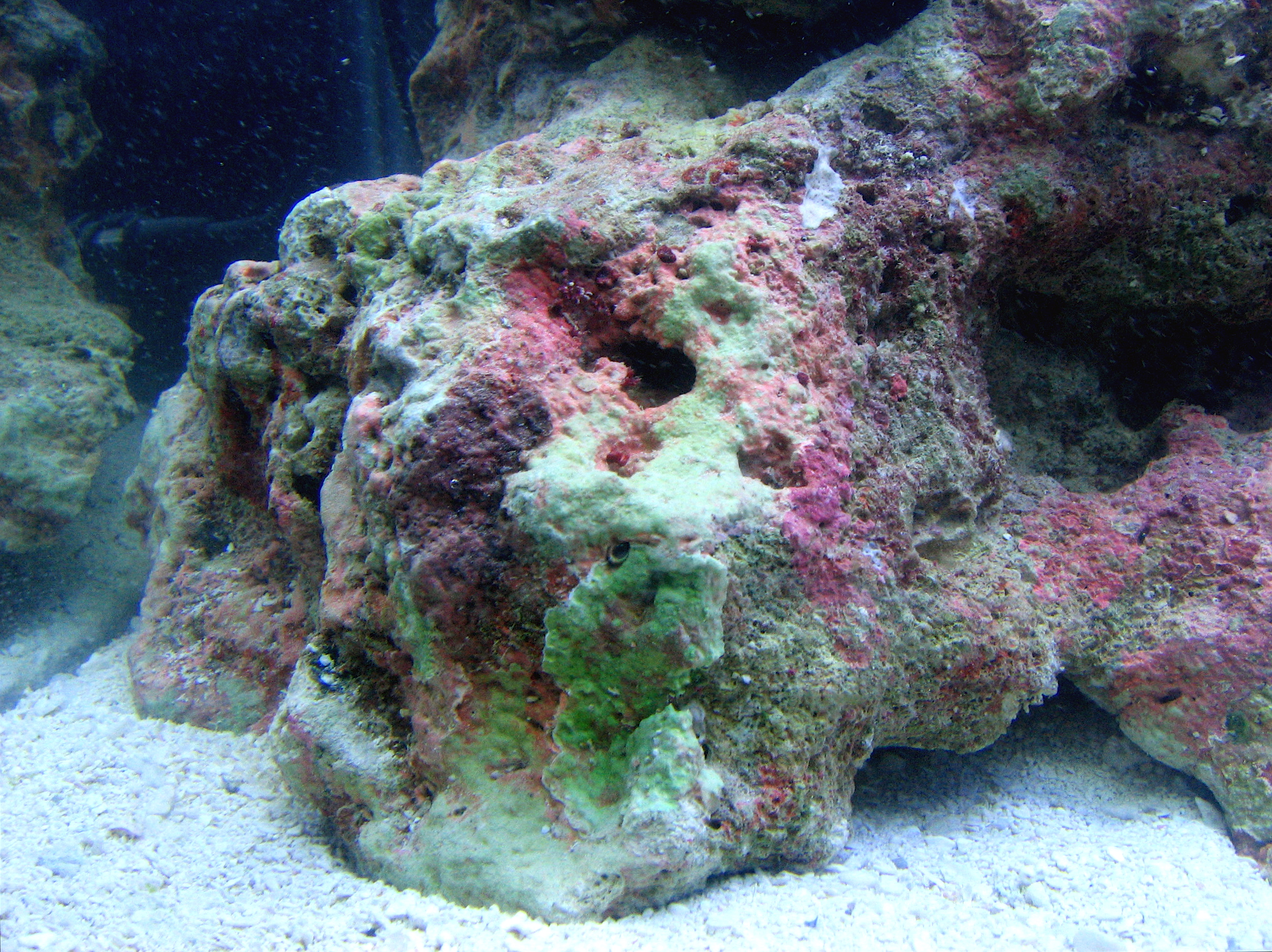
Roca viva con incrustaciones de algas coralinas.

En acuariofilia se denomina roca viva a una roca del océano que se ha introducido en un acuario marino. Junto con la "arena viva", confiere a los sistemas marinos artificiales múltiples beneficios deseados por el aficionado al acuario marino. El nombre a veces lleva a malentendidos, ya que la "roca viva" en sí no es en realidad viva, sino que se formó a partir de los esqueletos de aragonita de corales muertos, u otros organismos calcáreos, que en el océano forman la mayoría de los arrecifes de coral. Cuando se toma del océano, por lo general es con incrustaciones de algas coralinas y habitado por una multitud de organismos marinos. Las muchas formas de micro y macroscópica vida marina que habita sobre y en el interior de la roca, que actúa como un hábitat ideal, le dan el nombre de "roca viva".

## Origen

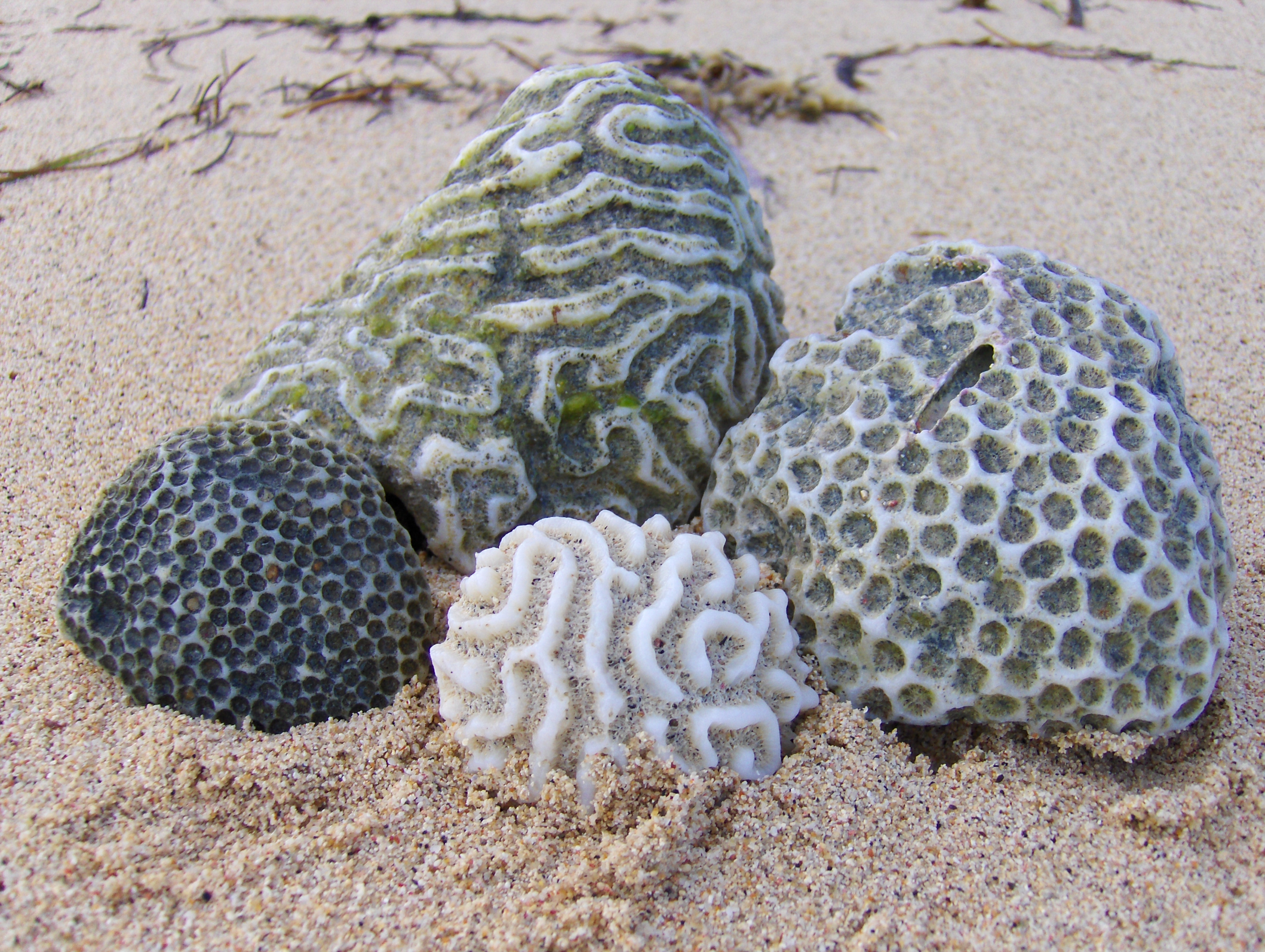
Esqueletos de coral que se encuentran varados en la playa. Estos se convertirán en roca viva en las condiciones adecuadas.

La roca viva se cosecha en los arrecifes salvajes para su comercio en el mercado de acuariofilia, donde las partes pueden desprenderse del cuerpo central de corales por las tormentas. Puede también ser "cultivada" en agua del océano por un acuicultor, a partir de pequeñas rocas coralinas, que se recogerán más tarde. La roca viva también se puede hacer a partir de la denominada "roca base", que es roca de esqueleto de coral que está seca o tiene pocos organismos en él. En un acuario maduro, la "roca base" es colonizada por la vida y se convierte en roca viva.

## Propósito
Para el comercio de acuariofilia esta roca es muy apreciada, no solo por la diversidad de la vida que puede aportar al medio marino artificial, sino también por su función como filtro biológico superior, ya que alberga bacterias nitrificantes aerobias y anaerobias, necesarias para el ciclo del nitrógeno que procesa residuos en un acuario marino. Además, la roca viva tiene un efecto estabilizador en la química del agua, ayudando a mantener el pH constante por la liberación de carbonato de calcio. La roca viva es también un elemento decorativo importante del acuario, especialmente por los múltiples colores de las algas coralinas incrustantes. A menudo se utiliza para construir cuevas, arcos, voladizos u otras estructuras en el acuario, con el fin de proporcionar una escena interesante, y dotar de refugio a sus habitantes.